# Fußball-Club Energie Cottbus 1997-1998
Questa voce raccoglie le informazioni riguardanti il Fußball-Club Energie Cottbus nelle competizioni ufficiali della stagione 1997-1998.

## Stagione
Nella stagione 1997-1998 l'Energie Cottbus, allenato da Eduard Geyer, concluse il campionato di 2. Bundesliga all'8º posto. In Coppa di Germania l'Energie Cottbus fu eliminato al secondo turno dal Waldhof Mannheim.

## Rosa
| N. |                     | Ruolo | Calciatore         |
| -- | ------------------- | ----- | ------------------ |
| 1  | Germania (bandiera) | P     | Kay Wehner         |
| 2  | Germania (bandiera) | D     | Gerald Klews       |
| 3  | Germania (bandiera) | D     | Thomas Hoßmang     |
| 4  | Benin (bandiera)    | D     | Moudachirou Amadou |
| 6  | Germania (bandiera) | C     | Detlef Irrgang     |
| 7  | Germania (bandiera) | C     | Mike Jesse         |
| 8  | Germania (bandiera) | C     | Jens-Uwe Zöphel    |
| 9  | Germania (bandiera) | A     | Toralf Konetzke    |
| 10 | Zambia (bandiera)   | C     | Charles Musonda    |
| 11 | Croazia (bandiera)  | A     | Antun Labak        |
| 12 | Germania (bandiera) | P     | Edmund Rottler     |
| 13 | Polonia (bandiera)  | D     | Witold Wawrzyczek  |
| 14 | Germania (bandiera) | C     | Jörg Woltmann      |
| 15 | Croazia (bandiera)  | C     | Stojan Belajic     |

| N. |                                 | Ruolo | Calciatore        |
| -- | ------------------------------- | ----- | ----------------- |
| 16 | Svezia (bandiera)               | D     | Christer Thor     |
| 17 | Germania (bandiera)             | A     | Frank Seifert     |
| 18 | Bosnia ed Erzegovina (bandiera) | C     | Igor Lazic        |
| 19 | Germania (bandiera)             | C     | Ringo Herrig      |
| 20 | Germania (bandiera)             | C     | Holger Fraedrich  |
| 21 | Germania (bandiera)             | D     | Willi Kronhardt   |
| 22 | Germania (bandiera)             | C     | Dietmar Wuttke    |
| 23 | Germania (bandiera)             | D     | Kay Wenschlag     |
| 24 | Albania (bandiera)              | C     | Uliks Kotrri      |
| 25 | Germania (bandiera)             | A     | Marcel Rath       |
| 25 | Grecia (bandiera)               | A     | Paschalis Seretis |
| 27 | Polonia (bandiera)              | C     | Piotr Rowicki     |
| 28 | Germania (bandiera)             | A     | Dirk Lehmann      |
| 29 | Serbia (bandiera)               | A     | Miroslav Jović    |

## Organigramma societario
Area tecnica
- Allenatore: Eduard Geyer
- Allenatore in seconda: Hagen Reeck, Petrik Sander
- Preparatore dei portieri:
- Preparatori atletici:

## Calciomercato

### Sessione estiva
| Acquisti | Acquisti           | Acquisti          | Acquisti |
| R.       | Nome               | da                | Modalità |
| -------- | ------------------ | ----------------- | -------- |
| D        | Moudachirou Amadou | Erzgebirge Aue    |          |
| C        | Stojan Belajic     | União Leiria      |          |
| C        | Ringo Herrig       | Dinamo Dresda     |          |
| A        | Tomasz Jaworek     | Szombierki Bytom  |          |
| A        | Miroslav Jović     | PAOK              |          |
| D        | Gerald Klews       | Union Berlino     |          |
| C        | Uliks Kotrri       | Vllaznia          |          |
| A        | Antun Labak        | Kickers Stoccarda |          |
| A        | Dirk Lehmann       | RWD Molenbeek     |          |
| D        | Jörn Lenz          | TeBe Berlino      |          |
| C        | Charles Musonda    | Anderlecht        |          |
| A        | Paschalis Seretis  | Friburgo          |          |
| D        | Witold Wawrzyczek  | Ruch Chorzów      |          |

| Cessioni | Cessioni            | Cessioni          | Cessioni |
| R.       | Nome                | a                 | Modalità |
| -------- | ------------------- | ----------------- | -------- |
| C        | Moses Enguelle      | Bayern Hof        |          |
| C        | Brian Gohr          | Wacker Nordhausen |          |
| C        | Michael Hennig      | Oldenburg         |          |
| A        | Sven Kubis          | Erzgebirge Aue    |          |
| D        | Helge Mankowski     | 1. FC Pforzheim   |          |
| D        | Jens Melzig         | TeBe Berlino      |          |
| A        | Armin Prill         | FV Lauda          |          |
| C        | Matthias Ringel     | Babelsberg        |          |
| C        | Ingolf Schneider    | Union Berlino     |          |
| A        | Matthias Zimmerling | Union Berlino     |          |

### Sessione invernale
| Acquisti | Acquisti      | Acquisti       | Acquisti |
| R.       | Nome          | da             | Modalità |
| -------- | ------------- | -------------- | -------- |
| A        | Marcel Rath   | Hertha Berlino |          |
| C        | Piotr Rowicki | Ruch Chorzów   |          |
| D        | Christer Thor | Sogndal        |          |

| Cessioni | Cessioni  | Cessioni   | Cessioni |
| R.       | Nome      | a          | Modalità |
| -------- | --------- | ---------- | -------- |
| D        | Jörn Lenz | BFC Dynamo |          |

## Risultati

### 2. Bundesliga

#### Girone di andata
| Arbitro: | Fandel |

|                               |           |  |
| Schwinkendorf 48’ Wassmer 75’ | Marcatori |  |

| Arbitro: | Steinborn |

|           |           |              |
| Lazic 29’ | Marcatori | 39’ Heidrich |

| Arbitro: | Malbranc |

|  |           |                            |
|  | Marcatori | 8’ Konetzke 29’, 67’ Labak |

| Arbitro: | Aust |

|  |           |               |
|  | Marcatori | 21’ Kutschera |

| Arbitro: | Kammerer |

|                       |           |          |
| Nacev 36’ Onderka 41’ | Marcatori | 7’ Lazic |

| Arbitro: | Insam |

|                  |           |  |
| Lazic 39’ (rig.) | Marcatori |  |

| Unterhaching 20 settembre 1997, ore 15:30 CEST 7ª giornata | Unterhaching | 0 – 0 referto | Energie Cottbus | Stadion am Sportpark (2 000 spett.)\| Arbitro: \| Weiner \| |
| Arbitro:                                                   | Weiner       |               |                 |                                                             |

| Arbitro: | Hauer |

|                                    |           |  |
| Konetzke 11’ Labak 23’ Irrgang 84’ | Marcatori |  |

| Arbitro: | Friedrichs |

|                        |           |                          |
| Trulsen 20’ Scherz 90’ | Marcatori | 23’ Konetzke 87’ Irrgang |

| Arbitro: | Werthmann |

|                   |           |                        |
| Konetzke 40’, 46’ | Marcatori | 60’ Kramny 87’ Ouakili |

| Zwickau 26 ottobre 1997, ore 15:00 CEST 11ª giornata | Zwickau | 0 – 0 referto | Energie Cottbus | Westsachsenstadion (4 461 spett.)\| Arbitro: \| Wezel \| |
| Arbitro:                                             | Wezel   |               |                 |                                                          |

| Arbitro: | Dörr |

|            |           |           |
| Amadou 62’ | Marcatori | 89’ Grlić |

| Arbitro: | Wagner |

|           |           |                             |
| Beeck 45’ | Marcatori | 45’ Amadou 61’ (aut.) Unger |

| Arbitro: | Fleischer |

|             |           |                   |
| Irrgang 60’ | Marcatori | 70’, 76’ Feinbier |

| Arbitro: | Kinhöfer |

|                            |           |             |
| Wawrzyczek 67’ (rig.), 84’ | Marcatori | 44’ Beierle |

| Gütersloh 7 dicembre 1997, ore 14:00 CET 16ª giornata | Gütersloh | 0 – 0 referto | Energie Cottbus | Heidewaldstadion (8 000 spett.)\| Arbitro: \| Lange \| |
| Arbitro:                                              | Lange     |               |                 |                                                        |

| Arbitro: | Schütz |

|             |           |              |
| Lehmann 22’ | Marcatori | 9’ Wiesinger |

#### Girone di ritorno
| Arbitro: | Meyer |

|                             |           |                  |
| Burić 13’ (aut.) Amadou 19’ | Marcatori | 90’ K'obiashvili |

| Lipsia 20 febbraio 1998, ore 19:00 CET 19ª giornata | VfB Lipsia | 0 – 0 referto | Energie Cottbus | Bruno-Plache-Stadion (7 400 spett.)\| Arbitro: \| Margenberg \| |
| Arbitro:                                            | Margenberg |               |                 |                                                                 |

| Cottbus 1º marzo 1998, ore 15:00 CET 20ª giornata | Energie Cottbus | 0 – 0 referto | Carl Zeiss Jena | Stadion der Freundschaft (8 213 spett.)\| Arbitro: \| Aust \| |
| Arbitro:                                          | Aust            |               |                 |                                                               |

| Arbitro: | Neis |

|                             |           |  |
| Wehner 28’ (aut.) Schur 53’ | Marcatori |  |

| Arbitro: | Weiner |

|                      |           |                             |
| Zöphel 70’ Labak 88’ | Marcatori | 14’ Scherbe 74’ van der Ven |

| Arbitro: | Insam |

|                           |           |             |
| Stendel 2’, 7’ Claaßen 9’ | Marcatori | 90’ Hoßmang |

| Arbitro: | Friedrichs |

|           |           |  |
| Jović 14’ | Marcatori |  |

| Arbitro: | Byernetzky |

|           |           |  |
| Kerbr 54’ | Marcatori |  |

| Cottbus 13 aprile 1998, ore 19:30 CEST 26ª giornata | Energie Cottbus | 0 – 0 referto | St. Pauli | Stadion der Freundschaft (11 353 spett.)\| Arbitro: \| Stark \| |
| Arbitro:                                            | Stark           |               |           |                                                                 |

| Magonza 17 aprile 1998, ore 19:00 CEST 27ª giornata | Magonza  | 0 – 0 referto | Energie Cottbus | Stadion am Bruchweg (7 018 spett.)\| Arbitro: \| Kinhöfer \| |
| Arbitro:                                            | Kinhöfer |               |                 |                                                              |

| Arbitro: | Koop |

|                        |           |          |
| Hoßmang 19’ Zöphel 41’ | Marcatori | 39’ Klee |

| Arbitro: | Kadach |

|                        |           |  |
| Krieg 23’ Zernicke 50’ | Marcatori |  |

| Arbitro: | Buchhart |

|                                    |           |          |
| Wawrzyczek 59’ (rig.) Konetzke 80’ | Marcatori | 30’ Tare |

| Arbitro: | Frey |

|  |           |                      |
|  | Marcatori | 2’ Rowicki 78’ Labak |

| Arbitro: | Kemmling |

|                       |           |                       |
| Kevric 29’ Sailer 44’ | Marcatori | 90’ (rig.) Wawrzyczek |

| Arbitro: | Berg |

|                         |           |                    |
| Irrgang 52’ Seifert 88’ | Marcatori | 14’ Flock 54’ Vier |

| Arbitro: | Schößling |

|                              |           |                       |
| Ćirić 16’ Wiesinger 48’, 56’ | Marcatori | 42’, 69’, 81’ Irrgang |

### Coppa di Germania
| Arbitro: | Anklam |

|           |           |                                                     |
| Blank 66’ | Marcatori | 59’ Hoßmang 72’ Irrgang 81’ Konetzke 85’ Wawrzyczek |

| Arbitro: | Wagner |

|                                                          |           |                               |
| Pasieka 24’ Barbosa 50’ Protzel 55’ (rig.) Berchtold 66’ | Marcatori | 1’ Lehmann 41’, 56’ Kronhardt |

## Statistiche

### Statistiche di squadra
| Competizione      | Punti | In casa | In casa | In casa | In casa | In casa | In casa | In trasferta | In trasferta | In trasferta | In trasferta | In trasferta | In trasferta | Totale | Totale | Totale | Totale | Totale | Totale | DR |
| Competizione      | Punti | G       | V       | N       | P       | Gf      | Gs      | G            | V            | N            | P            | Gf           | Gs           | G      | V      | N      | P      | Gf     | Gs     | DR |
| ----------------- | ----- | ------- | ------- | ------- | ------- | ------- | ------- | ------------ | ------------ | ------------ | ------------ | ------------ | ------------ | ------ | ------ | ------ | ------ | ------ | ------ | -- |
| 2. Bundesliga     | 45    | 17      | 7       | 8       | 2       | 23      | 16      | 17           | 3            | 7            | 7            | 15           | 20           | 34     | 10     | 15     | 9      | 38     | 36     | +2 |
| Coppa di Germania | -     | 0       | 0       | 0       | 0       | 0       | 0       | 2            | 1            | 0            | 1            | 7            | 5            | 2      | 1      | 0      | 1      | 7      | 5      | +2 |
| Totale            | 45    | 17      | 7       | 8       | 2       | 23      | 16      | 19           | 4            | 7            | 8            | 22           | 25           | 36     | 11     | 15     | 10     | 45     | 41     | +4 |

### Andamento in campionato
| Giornata  | 1  | 2  | 3 | 4  | 5  | 6  | 7  | 8 | 9 | 10 | 11 | 12 | 13 | 14 | 15 | 16 | 17 | 18 | 19 | 20 | 21 | 22 | 23 | 24 | 25 | 26 | 27 | 28 | 29 | 30 | 31 | 32 | 33 | 34 |
| --------- | -- | -- | - | -- | -- | -- | -- | - | - | -- | -- | -- | -- | -- | -- | -- | -- | -- | -- | -- | -- | -- | -- | -- | -- | -- | -- | -- | -- | -- | -- | -- | -- | -- |
| Luogo     | T  | C  | T | C  | T  | C  | T  | C | T | C  | T  | C  | T  | C  | C  | T  | C  | C  | T  | C  | T  | C  | T  | C  | T  | C  | T  | C  | T  | C  | T  | T  | C  | T  |
| Risultato | P  | N  | V | P  | P  | V  | N  | V | N | N  | N  | N  | V  | P  | V  | N  | N  | V  | N  | N  | P  | N  | P  | V  | P  | N  | N  | V  | P  | V  | V  | P  | N  | N  |
| Posizione | 17 | 16 | 9 | 12 | 14 | 10 | 10 | 7 | 8 | 8  | 9  | 10 | 8  | 9  | 7  | 8  | 8  | 7  | 7  | 7  | 8  | 9  | 9  | 9  | 10 | 13 | 13 | 11 | 12 | 8  | 6  | 8  | 8  | 8  |

Legenda:

Luogo: C = Casa; T = Trasferta. Risultato: V = Vittoria; N = Pareggio; P = Sconfitta.

### Statistiche dei giocatori
| Giocatore     | 2. Bundesliga | 2. Bundesliga | 2. Bundesliga | 2. Bundesliga | Coppa di Germania | Coppa di Germania | Coppa di Germania | Coppa di Germania | Totale   | Totale | Totale      | Totale     |
| Giocatore     | Presenze      | Reti          | Ammonizioni   | Espulsioni    | Presenze          | Reti              | Ammonizioni       | Espulsioni        | Presenze | Reti   | Ammonizioni | Espulsioni |
| ------------- | ------------- | ------------- | ------------- | ------------- | ----------------- | ----------------- | ----------------- | ----------------- | -------- | ------ | ----------- | ---------- |
| M. Amadou     | 33            | 3             | 7             | 0             | 2                 | 0                 | 0                 | 0                 | 35       | 3      | 7           | 0          |
| S. Belajic    | 4             | 0             | 0             | 0             | 0                 | 0                 | 0                 | 0                 | 4        | 0      | 0           | 0          |
| H. Fraedrich  | 5             | 0             | 2             | 0             | 0                 | 0                 | 0                 | 0                 | 5        | 0      | 2           | 0          |
| R. Herrig     | 22            | 0             | 4             | 0             | 1                 | 0                 | 0                 | 0                 | 23       | 0      | 4           | 0          |
| T. Hoßmang    | 33            | 2             | 4             | 1             | 2                 | 1                 | 0                 | 0                 | 35       | 3      | 4           | 1          |
| D. Irrgang    | 32            | 7             | 3             | 0             | 2                 | 1                 | 0                 | 0                 | 34       | 8      | 3           | 0          |
| T. Jaworek    | 2             | 0             | 1             | 0             | 0                 | 0                 | 0                 | 0                 | 2        | 0      | 1           | 0          |
| M. Jesse      | 22            | 0             | 4             | 0             | 2                 | 0                 | 1                 | 0                 | 24       | 0      | 5           | 0          |
| M. Jović      | 22            | 1             | 3             | 1             | 1                 | 0                 | 0                 | 0                 | 23       | 1      | 3           | 1          |
| G. Klews      | 24            | 0             | 6             | 0             | 1                 | 0                 | 0                 | 0                 | 25       | 0      | 6           | 0          |
| T. Konetzke   | 30            | 6             | 3             | 0             | 2                 | 1                 | 0                 | 0                 | 32       | 7      | 3           | 0          |
| U. Kotrri     | 2             | 0             | 2             | 0             | 1                 | 0                 | 1                 | 0                 | 3        | 0      | 3           | 0          |
| W. Kronhardt  | 18            | 0             | 3             | 0             | 1                 | 2                 | 0                 | 0                 | 19       | 2      | 3           | 0          |
| A. Labak      | 30            | 5             | 4             | 0             | 1                 | 0                 | 0                 | 1                 | 31       | 5      | 4           | 1          |
| I. Lazic      | 15            | 3             | 4             | 0             | 2                 | 0                 | 0                 | 0                 | 17       | 3      | 4           | 0          |
| D. Lehmann    | 24            | 1             | 0             | 0             | 1                 | 1                 | 0                 | 0                 | 25       | 2      | 0           | 0          |
| J. Lenz       | 3             | 0             | 0             | 1             | 0                 | 0                 | 0                 | 0                 | 3        | 0      | 0           | 1          |
| C. Musonda    | 0             | 0             | 0             | 0             | 0                 | 0                 | 0                 | 0                 | 0        | 0      | 0           | 0          |
| M. Rath       | 10            | 0             | 2             | 0             | 0                 | 0                 | 0                 | 0                 | 10       | 0      | 2           | 0          |
| E. Rottler    | 0             | 0             | 0             | 0             | 0                 | 0                 | 0                 | 0                 | 0        | 0      | 0           | 0          |
| P. Rowicki    | 10            | 1             | 4             | 0             | 0                 | 0                 | 0                 | 0                 | 10       | 1      | 4           | 0          |
| F. Seifert    | 8             | 1             | 0             | 0             | 2                 | 0                 | 0                 | 0                 | 10       | 1      | 0           | 0          |
| P. Seretis    | 3             | 0             | 0             | 0             | 0                 | 0                 | 0                 | 0                 | 3        | 0      | 0           | 0          |
| C. Thor       | 0             | 0             | 0             | 0             | 0                 | 0                 | 0                 | 0                 | 0        | 0      | 0           | 0          |
| W. Wawrzyczek | 31            | 4             | 2             | 2             | 2                 | 1                 | 0                 | 0                 | 33       | 5      | 2           | 2          |
| K. Wehner     | 34            | 0             | 2             | 0             | 2                 | 0                 | 0                 | 0                 | 36       | 0      | 2           | 0          |
| K. Wenschlag  | 1             | 0             | 1             | 0             | 0                 | 0                 | 0                 | 0                 | 1        | 0      | 1           | 0          |
| J. Woltmann   | 2             | 0             | 0             | 0             | 0                 | 0                 | 0                 | 0                 | 2        | 0      | 0           | 0          |
| D. Wuttke     | 1             | 0             | 0             | 0             | 0                 | 0                 | 0                 | 0                 | 1        | 0      | 0           | 0          |
| J. Zöphel     | 33            | 2             | 9             | 0             | 2                 | 0                 | 0                 | 0                 | 35       | 2      | 9           | 0          |